# Маунавили (Хаваји)
Маунавили (енгл. Maunawili) насељено је место за статистичке потребе у америчкој савезној држави Хаваји. По попису становништва из 2010. у њему је живело 2.040 становника.

## Демографија
Према попису становништва из 2010. у граду је живело 2.040 становника, што је 2.829 (58,1%) становника мање него 2000. године.
| Група             | 2000.         | 2010.       |
| Белци             | 1.704 (35,0%) | 701 (34,4%) |
| Афроамериканци    | 27 (0,6%)     | 2 (0,1%)    |
| Азијати           | 1.386 (28,5%) | 675 (33,1%) |
| Хиспаноамериканци | 282 (5,8%)    | 88 (4,3%)   |
| Укупно            | 4.869         | 2.040       |